# باول تي بيتمان
باول تي بيتمان (بالإنجليزية: Paul T. Bateman) هو رياضياتي أمريكي، ولد في 6 يونيو 1919 في فيلادلفيا في الولايات المتحدة، وتوفي في 26 ديسمبر 2012 في أوربانا في الولايات المتحدة.